# Viking 2
La missione spaziale Viking 2, programmata e portata a termine dalla NASA negli anni settanta del Novecento, è stata una delle tappe più significative nella storia dell'esplorazione di Marte.
La sonda Viking 2, gemella della omologa Viking 1, consisteva di un orbiter, noto come Viking 2 Orbiter, e di un lander, il Viking 2 Lander, designati per operare indipendentemente l'uno dall'altro a partire dal momento del distacco, e in grado di mantenere in completa autonomia reciproca il contatto con la Terra.
Dopo l'immissione in orbita areocentrica, avvenuta il 7 agosto 1976, la missione primaria dell'orbiter era fornire una mappatura primaria della superficie marziana, in modo da individuare un luogo d'atterraggio particolarmente conveniente per il lander; dopo circa un mese, per l'esattezza il 3 settembre 1976, è avvenuto con successo il distacco delle due componenti della sonda e il conseguente atterraggio del lander sulla superficie del pianeta.
Il lander della missione Viking 2 ha operato sulle superficie marziana per 1316 giorni, o 1281 sol, fino all'11 aprile 1980; l'orbiter è invece rimasto operativo fino al 25 luglio 1978, inviando sulla Terra quasi 16.000 immagini e completando 706 orbite attorno al pianeta rosso.
Così come per la sonda già citata sonda gemella, gli obiettivi della missione erano:
- Ottenere immagini ad alta risoluzione della superficie marziana;
- Caratterizzare la struttura e la composizione dell'atmosfera e della superficie del pianeta;
- Cercare prove di vita su Marte.

## Svolgimento della missione
La Viking 2 aveva, nel suo complesso, una massa di 3.527 kg; costituita dagli 883 kg dell'orbiter, dai 572 kg del lander e dai 2.017 kg dati dalla somma del propellente e del gas utilizzato per le correzioni di orbita.
La sonda è stata lanciata, non senza problemi (in seguito al decollo della sonda scoppiò un incendio sul sito di lancio che causò danni alle attrezzature di terra per due milioni di dollari), dalla rampa di lancio n.41 di Cape Canaveral il 9 settembre 1975 alle 18:39 UT. Dopo un viaggio interplanetario di 333 giorni, la sonda ha iniziato a trasmettere immagini dell'aspetto globale di Marte ed è poi stata immesso con successo in orbita marziana il 7 agosto 1976; l'orbita è stata regolarizzata nei due giorni successivi, e le prime immagini ravvicinate del suolo di Marte sono arrivate sulla Terra entro il 9 agosto. In base alle immagini ricevute dall’orbiter di questa sonda e da quello della Viking 1, in orbita dal 19 giugno, il centro di controllo NASA ha potuto così scegliere il luogo d'atterraggio più opportuno per il lander, optando per un sito 200 km a ovest del cratere Mie, nella pianura chiamata Utopia Planitia. Il distacco dalla sonda e l'atterraggio del lander sono avvenuti il 3 settembre dello stesso anno.

## Il Viking 2 Orbiter
L'orbiter, costruito sul modello del precursore Mariner 9, era uguale a quello della sonda gemella Viking 1 ed aveva quindi anch'esso la forma di un ottagono dall'estensione pari a circa 2,5 metri; le otto pareti misuravano 0,4572 metri in altezza, e alternativamente 1,397 e 0,508 metri di larghezza.
La massa totale dell'orbiter al momento del lancio era di 2.328 kg, di cui 1.445 kg costituiti da propellente e gas per il controllo dell'orbita.
La sua dotazione di strumenti scientifici, dalla massa complessiva pari a circa 72 kg, mirava essenzialmente alla mappatura del suolo marziano e alla misurazione del vapor d'acqua presente in atmosfera e delle emissioni nel campo dell'infrarosso; gli strumenti erano collocati su una piattaforma isolata termicamente ed orientabile che si estendeva dalla base dell'orbiter. Esperimenti aggiuntivi legati all'utilizzo di onde radio potevano essere condotti tramite la trasmittente di bordo. Le funzioni di bordo erano regolate da due processori indipendenti, dalla memoria di 4.096 word ciascuno per archiviare i comandi ricevuti e i dati acquisiti.

### Parametri orbitali
Segue un prospetto dei parametri orbitali dell'orbiter.

## Il Viking 2 Lander

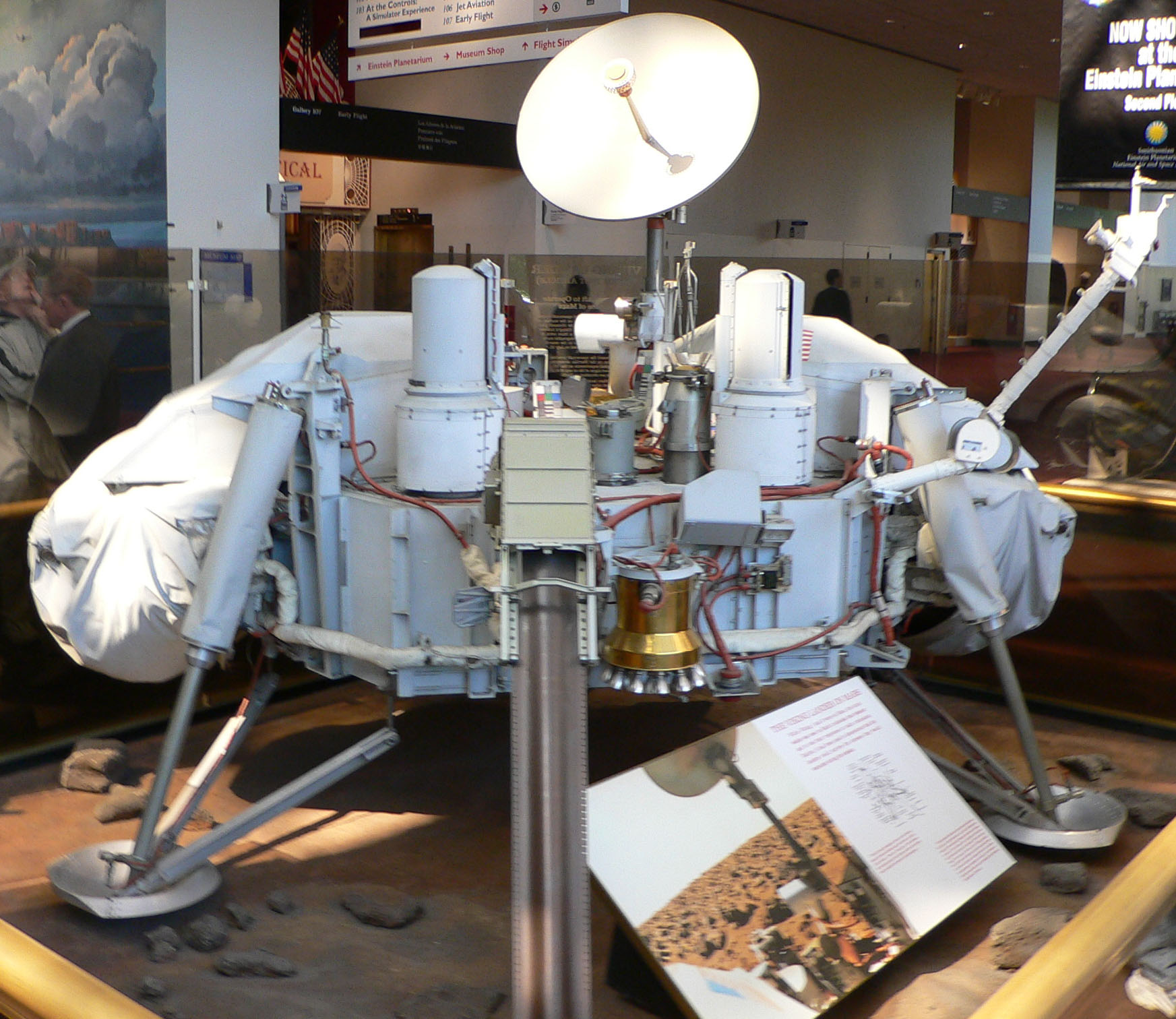
Modello del lander delle sonde Viking.

Il lander della sonda Viking 2, così come quello della Viking 1, era costituito da una struttura portante in alluminio a forma esagonale, dai lati lunghi alternativamente 0,56 metri ed 1,09 metri, sostenuta da tre supporti collegati ai lati più corti; i piedi dei supporti formavano un triangolo equilatero dal lato di 2,21 metri, sul cui lato giacevano, visti dall'alto, i lati maggiori dell'esagono. La strumentazione era collocata al di sopra della struttura in alluminio e mirava essenzialmente a studiare la biologia, la composizione chimica (organica ed inorganica), la meteorologia, la sismologia, le proprietà magnetiche e fisiche e l'aspetto della superficie e dell'atmosfera marziana.

### Atterraggio
Il lander e il suo aeroscudo si sono separati dall'orbiter il 3 settembre alle 19:39:59 UT. Dopo poche ore, una volta raggiunta l'altezza di 300 km, il lander è stato orientato per l'entrata nell'atmosfera marziana, entrata che è stata come da programma rallentata dallo scudo termico dell'aeroscudo.
Di seguito un prospetto con i dati relativi all'atterraggio del lander, avvenuto alle 22:58:20 UT nella pianura chiamata Utopia Planitia.

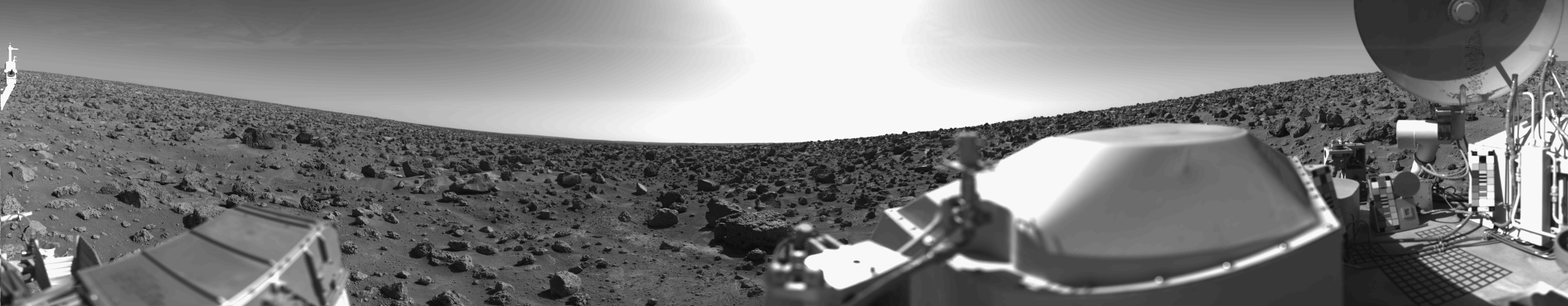
Foto panoramica del suolo della piana chiamata Utopia Planitia ripresa dal lander della Viking 2.